# امامزاده باباپیر احمدبن
امامزاده باباپیراحمد بنایی تاریخی مربوط به دوره صفوی - دوره قاجار است و در شهرستان بن در نزدیکی رودخانه زاینده رود واقع شده است. این اثر در تاریخ ۸ مرداد ۱۳۸۱ با شمارهٔ ثبت ۵۹۹۴ به‌عنوان یکی از آثار ملی ایران به ثبت رسیده است.